# كاتو أكيا (أهيا)
كاتو أكيا (Κάτω Αχαΐα) هي مدينة في أهيا في مقاطعة كينتريكي إلادا في اليونان.

## معرض صور

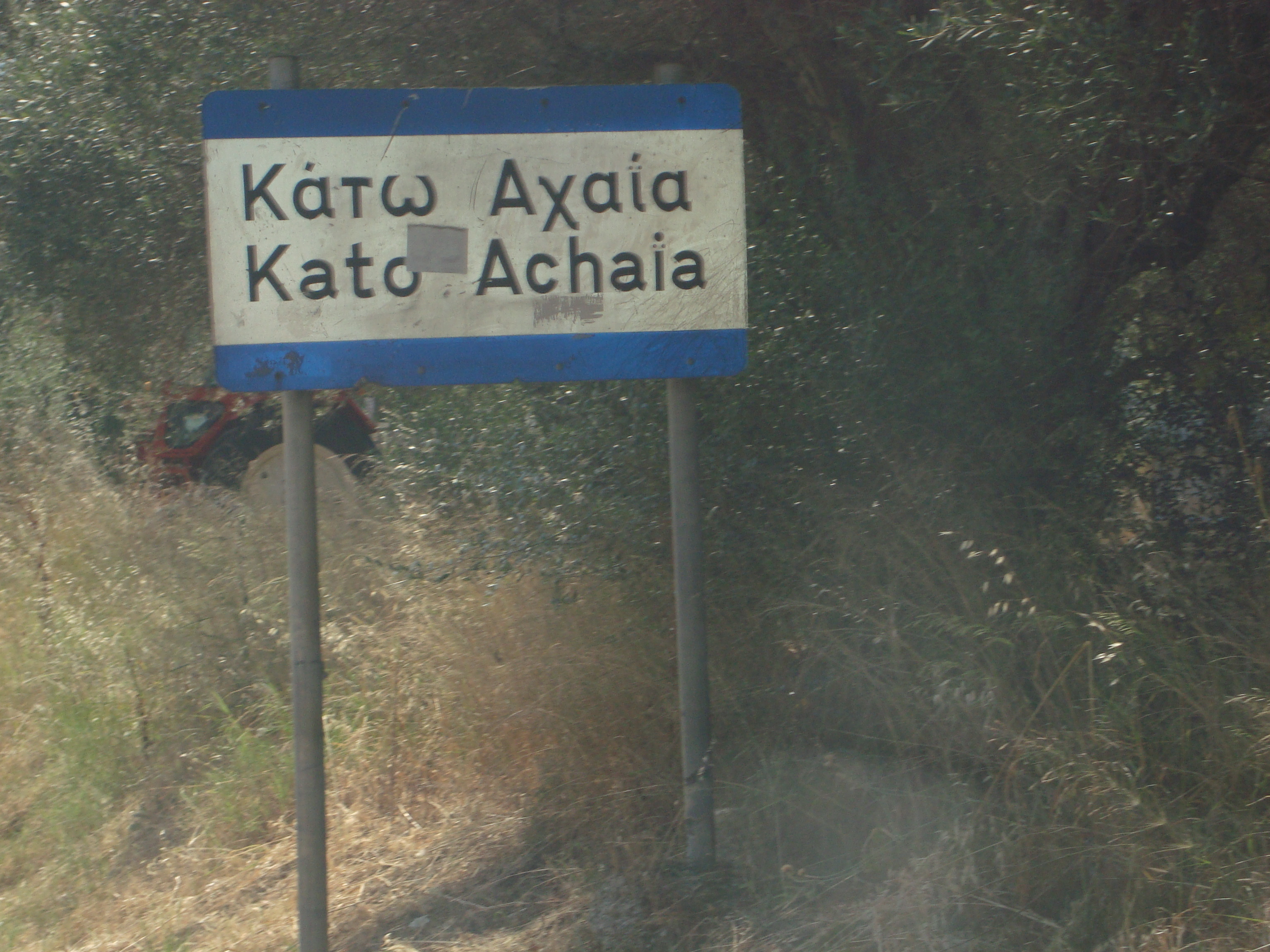
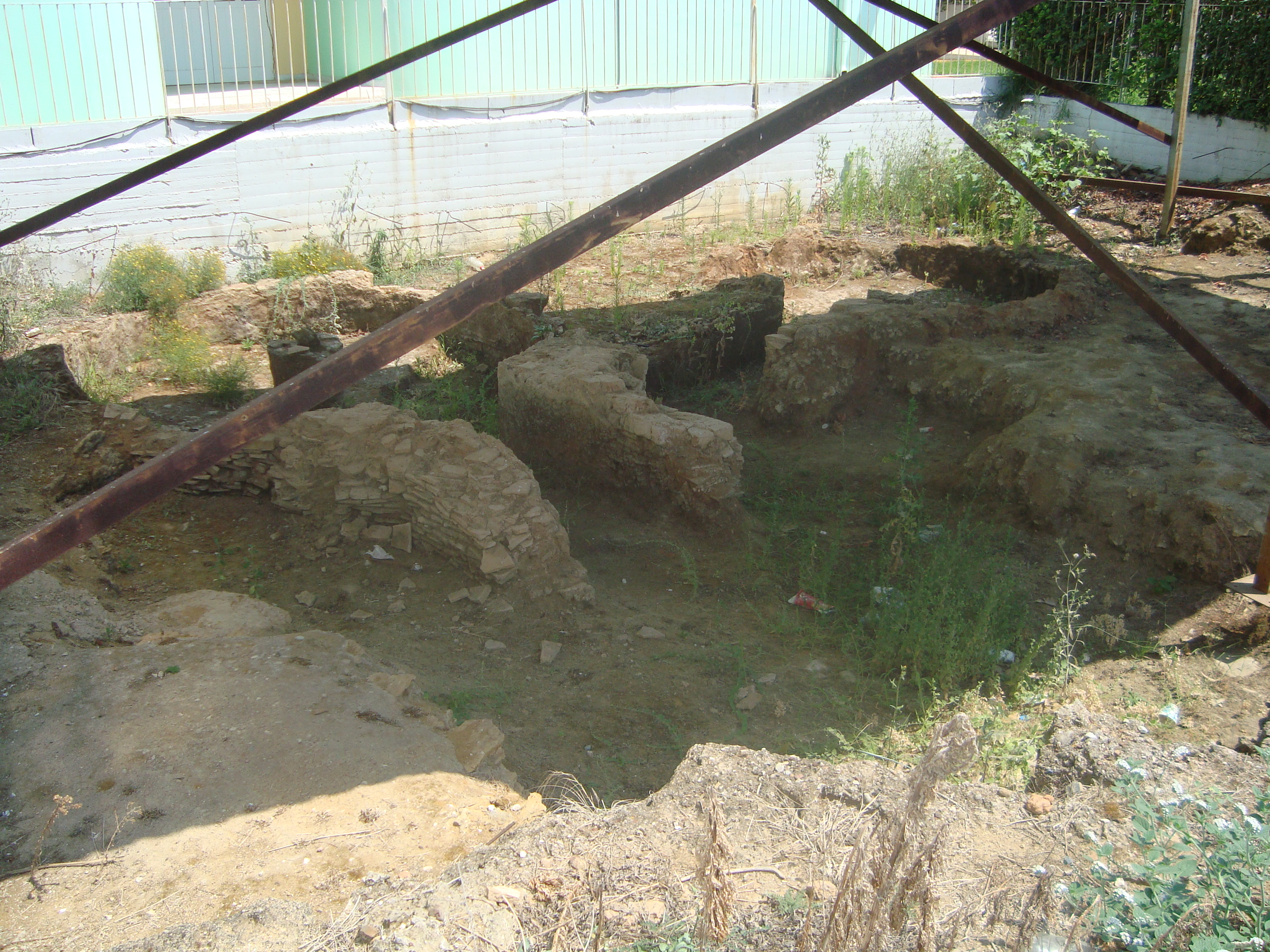
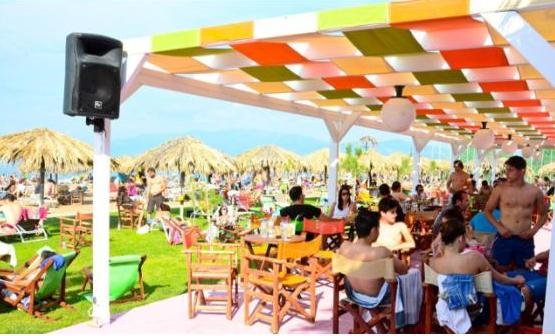